# Koggmuseet
Koggmuseet var ett skeppshistoriskt museum vid Skeppsbron i Malmö hamn. Det stängdes år 2010.
Här hade Fotevikens museum på uppdrag av Malmö stad 2003 byggt upp ett helt museum efter det internationella konceptet Arkeologiskt friluftsmuseum. De två stora dragplåstren var de fullskaliga kopiorna av medeltida koggar som Fotevikens Museum låtit bygga på det gamla Kockumsområdet i Malmö. Koggmuseet, som började planeras 2003, öppnade år 2004 och fungerade fram till och med 2009. De två koggarna Tvekamp av Elbogen och Enighet av Elbogen flyttades till Västerås historiska skeppsmuseum vid Frösåkers brygga år 2014.
På Koggmuseet gavs den historiska bakgrunden till den rekonstruerade, stora koggen, "Tvekamp av Elbogen". Originalet till detta skepp, den så kallade Skanörskoggen, påträffades och undersöktes av marinarkeologer från Fotevikens museum åren 1992-1995. Vraket, som är Nordens bäst bevarade koggvrak, har gett mycket ny information om medeltidens seglingskonst, en teknik som var viktig för Hansans östersjöfart. Skanörskoggen är dendrokronologiskt daterad till 1390 med avvikelse på något år och den byggdes i Mecklenburgområdet/norra Polen. Skanörskoggen är ett av världens äldsta kända skepp som fört kanoner ombord. Kanonerna har kunnat bärgas direkt efter förlisningen men de runda stenkulorna fanns kvar i vraket. Fyra olika diametrar antyder minst fyra olika kanoner ombord. Den politiska situationen runt år 1390 och det geografiska byggnadsområdet gör att Skanörkoggen med stor sannolikhet dessutom varit ett av de s.k. vitaliebrödernas piratskepp.
Det andra rekonstruerade koggskeppet, Enighet av Elbogen, är en kopia av ett originalskepp från Almere i Holland från ca 1430. Detta skepp är 19 meter långt och användes dagligen för skeppsturer med besökare på museet. Kajområdet hade omvandlats till en medeltida miljö med hamn- och försäljningsbodar, allt under namnet "Medeltidsriket Malmöya".